# Julius Richard Petri
Julius Richard Petri (31. května 1852, Barmen, dnes místní část města Wuppertal – 20. prosince 1921, Zeitz) byl německý bakteriolog, spolupracovník Roberta Kocha. V roce 1877 vynalezl Petriho misky.

## Život
Petri studoval lékařství v letech 1871–1875 v Berlíně na Akademii císaře Viléma. a krátkou dobu působil jako vojenský lékař.
V polských lázních Sokołowsko (německy Görbersdorf) pracoval v letech 1882–1885 jako asistent Hermanna Brehmera v tamním plicním sanatoriu. V roce 1886 odešel do „Bakteriologického institutu“ k Robertu Kochovi. Kromě toho byl kurátorem sbírek „Muzea hygieny“ berlínské Humboldtovy univerzity.
V roce 1889 se stal Petri vládním radou „Císařského zdravotního úřadu“ (Kaiserliches Gesundheitsamt) a vedoucím bakteriologických laboratoří. V roce 1900 odešel s titulem „Tajný vládní rada“ na předčasný odpočinek. Po tři roky vedl Brehmerovo sanatorium v Görbersdorfu.
Petri byl svobodným zednářem, v letech 1880 až 1892 členem lóže Zum Todtenkopf und Phoenix v tehdy pruském Královci (dnes Kaliningrad).

## Dílo
V roce 1887 představil Petri po něm pojmenované misky. Kromě Petriho misek zlepšil řadu pracovních postupů a také vybavení pro léčebné účely, včetně pískového filtru a přepravních kontejnerů pro vyšetření výkalů a moči.
Rovněž vynalezl palivové brikety vyrobené z exkrementů: „Faekální kameny (cihly) nazývá se zvláštní palivo získané z exkrementů, které s nějakou desinfekční přísadou byvše smíšeny lisují se v cihly a vysušené poskytují prý palivo hodnotou stejné jako hnědé uhlí; popel z nich pak, jsa bohat fosforem, jest výtečnou mrvou. Palivo toto zavedeno bylo Petrim v Berlíně a nejen odstraní se jím, ale i zužitkují různé odpadky.“

## Zajímavosti
Dne 31. května 2013 Google vytvořil animované doodle k výročí jeho 161. narozenin. Doodle se skládal ze šesti animovaných Petriho misek.

## Galerie

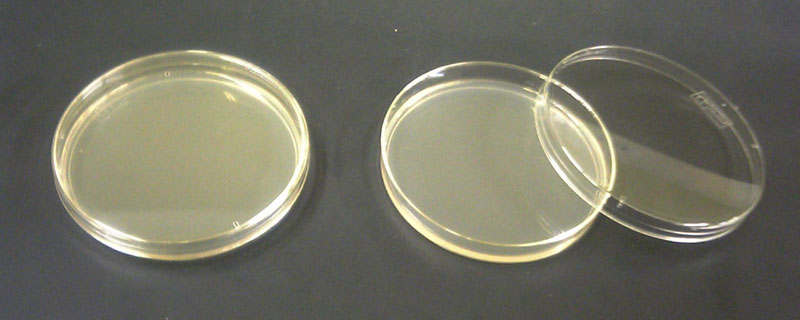
Petriho misky